# Luehdorfia japonica
Luehdorfia japonica är en fjärilsart som beskrevs av John Henry Leech 1889. Luehdorfia japonica ingår i släktet Luehdorfia och familjen riddarfjärilar. IUCN kategoriserar arten globalt som nära hotad. Inga underarter finns listade i Catalogue of Life.

## Bildgalleri

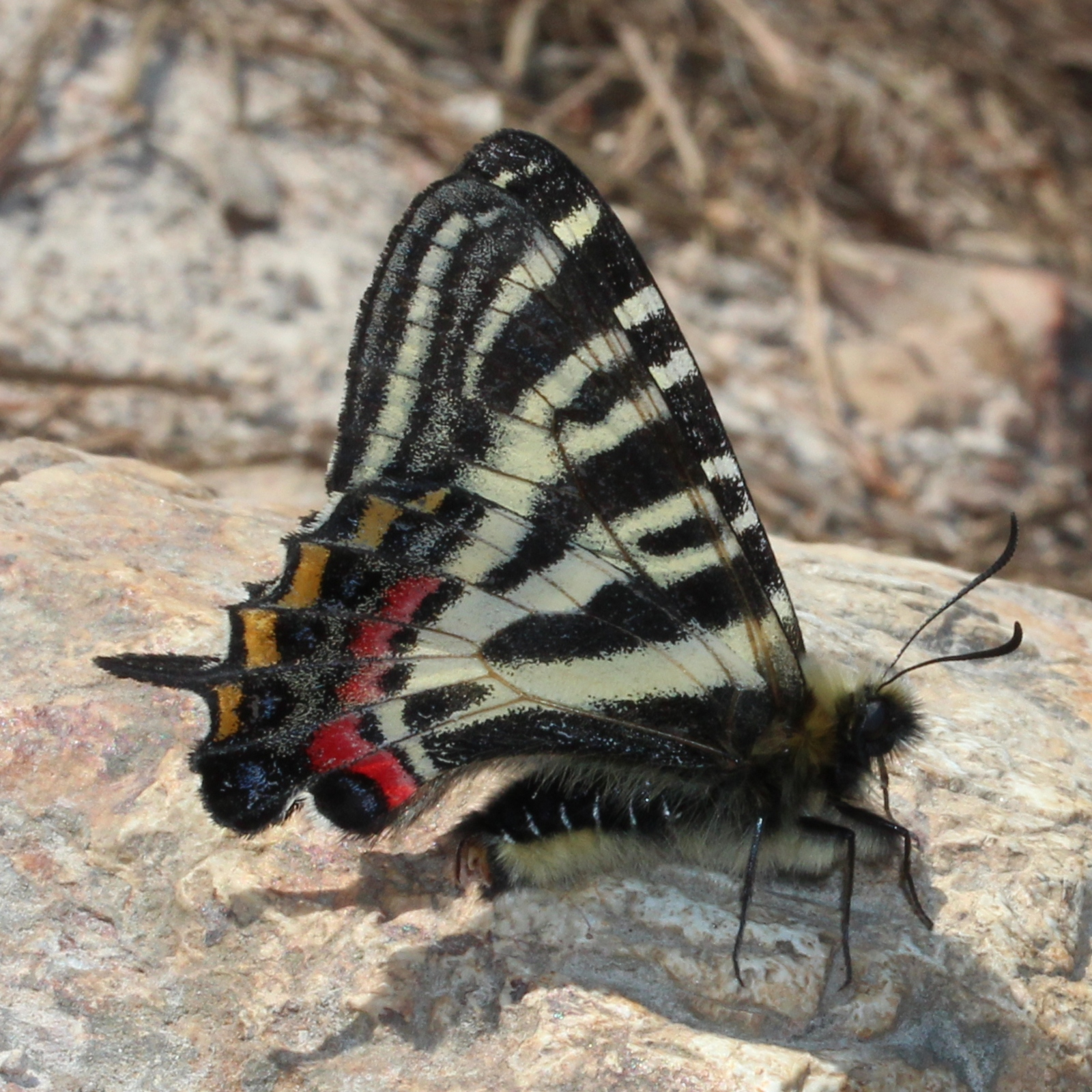
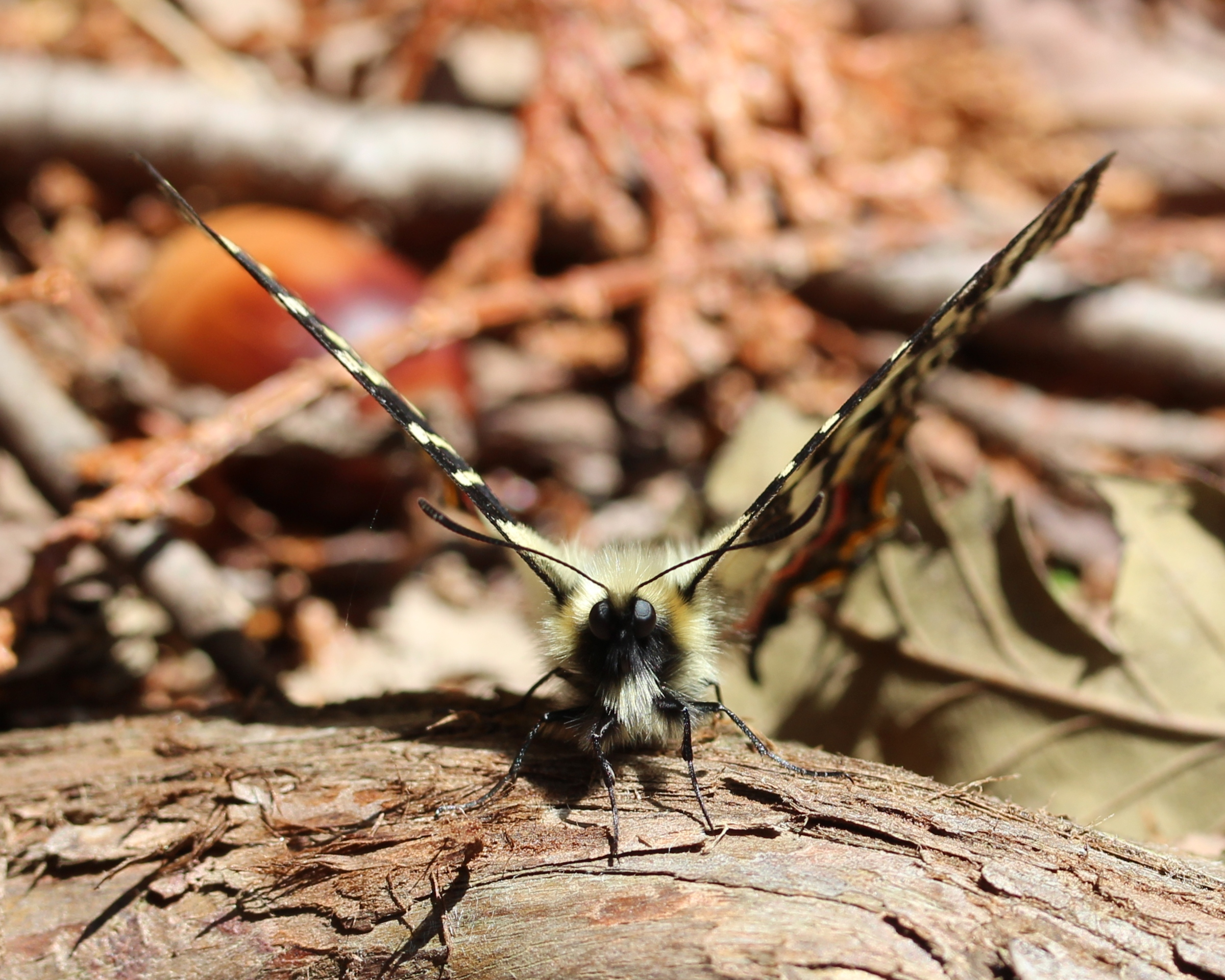
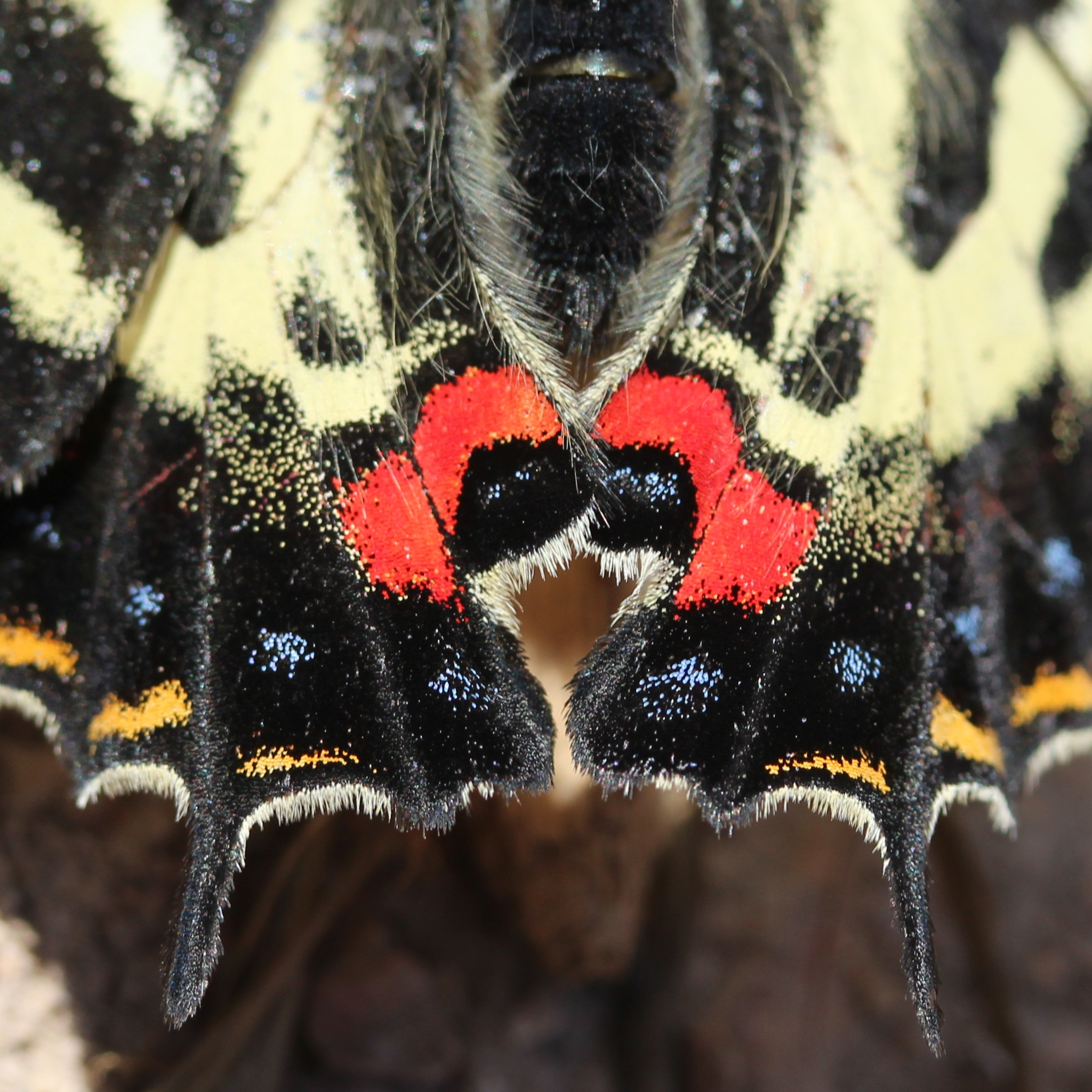
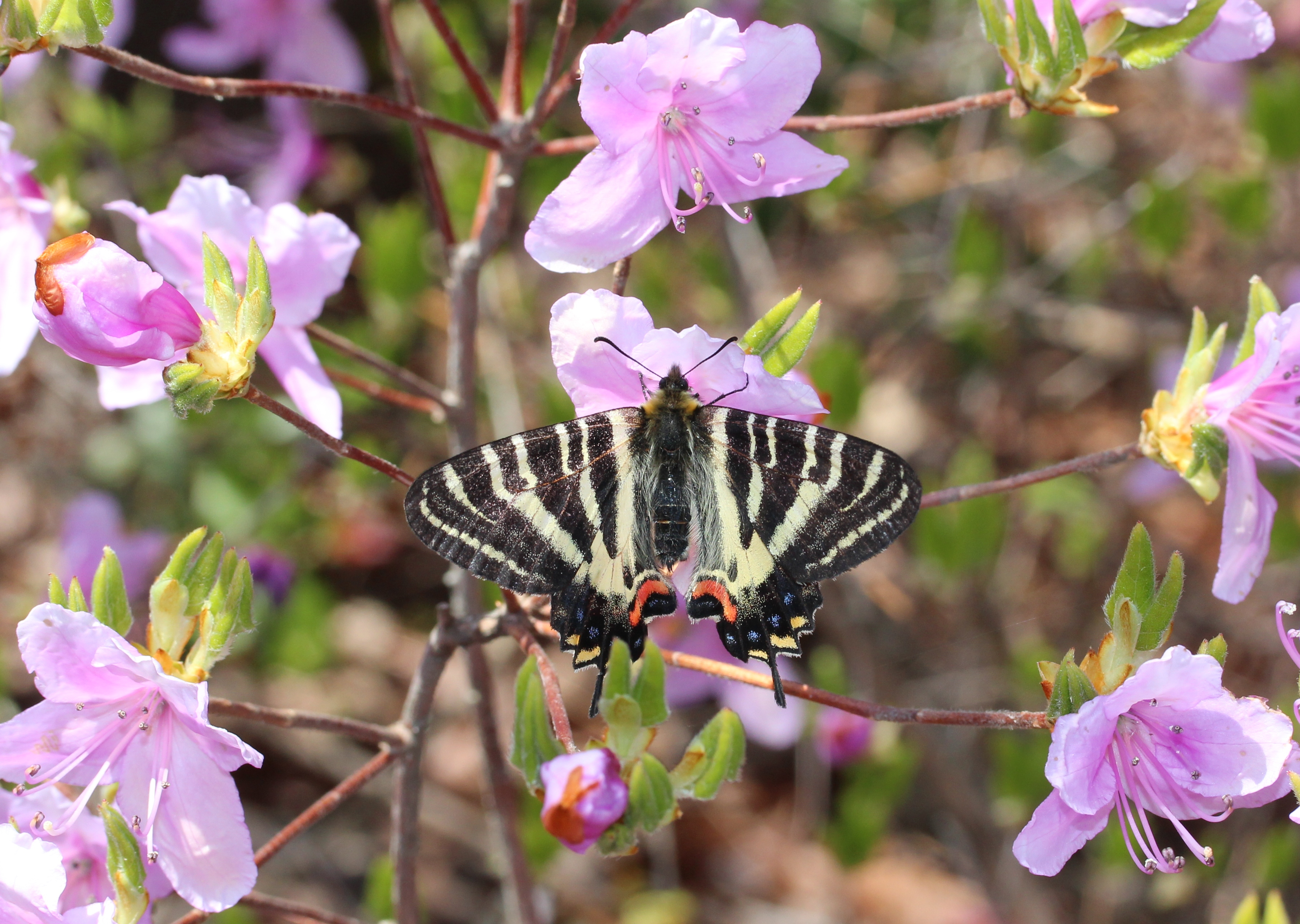